# Paolo Conti (calciatore 1950)
Paolo Conti (Riccione, 1º aprile 1950) è un ex calciatore italiano, di ruolo portiere.
Nel 1980 ha conquistato una Coppa Italia con la maglia della Roma, squadra in cui ha trascorso gli anni più brillanti della propria carriera. Con la nazionale italiana ha preso parte, da riserva, al campionato del mondo 1978.

## Carriera

### Giocatore

#### Club
Muove i primi passi della carriera nel Riccione in Serie D, chiamato da un amico per sostituire il portiere titolare. Poi approda al Modena e successivamente all'Arezzo in Serie B. La svolta nella sua carriera è legata al passaggio alla Roma, nella quale si alterna inizialmente ad Alberto Ginulfi per poi divenire stabilmente titolare. Durante tale permanenza, nella stagione 1974-1975 fu il portiere meno battuto del campionato, concedendo solo 15 reti e precedendo Dino Zoff e Pietro Carmignani, battuti quell'anno 19 volte.
Durante il campionato 1979-1980, viene scalzato dall'emergente Franco Tancredi, e al termine della stagione lascia la squadra. Prosegue quindi la carriera in Serie B, dapprima con il Verona e poi con la Sampdoria, ottenendo con quest'ultima la promozione nella massima serie, per poi approdare al Bari in Serie C1.
Torna in Serie A nella stagione 1984-1985 con la Fiorentina quale riserva, prima di Giovanni Galli, poi di Marco Landucci, fino alla chiusura della carriera, nel 1988. Ha totalizzato 193 presenze in Serie A.

#### Nazionale
Esordisce in nazionale nel 1977, nella vittoria per 1-0 contro il Belgio, e viene convocato per il campionato del mondo 1978 facendo da secondo a Dino Zoff. In maglia azzurra disputa complessivamente 7 partite, tutte amichevoli, scendendo in campo per l'ultima volta nel 1979.

### Dopo il ritiro
Ritiratosi, è divenuto procuratore sportivo.

## Statistiche

### Presenze e reti nei club
| Stagione          | Squadra           | Campionato        | Campionato | Campionato | Coppe nazionali | Coppe nazionali | Coppe nazionali | Coppe continentali | Coppe continentali | Coppe continentali | Altre coppe | Altre coppe | Altre coppe | Totale | Totale |
| Stagione          | Squadra           | Comp              | Pres       | Reti       | Comp            | Pres            | Reti            | Comp               | Pres               | Reti               | Comp        | Pres        | Reti        | Pres   | Reti   |
| ----------------- | ----------------- | ----------------- | ---------- | ---------- | --------------- | --------------- | --------------- | ------------------ | ------------------ | ------------------ | ----------- | ----------- | ----------- | ------ | ------ |
| 1968-1969         | Riccione          | D                 | 34         | -38        | -               | -               | -               | -                  | -                  | -                  | -           | -           | -           | 34     | -38    |
| 1969-1970         | Riccione          | D                 | 31         | ?          | -               | -               | -               | -                  | -                  | -                  | -           | -           | -           | 31     | ?      |
| Totale Riccione   | Totale Riccione   | Totale Riccione   | 65         | -?         |                 | -               | -               |                    | -                  | -                  |             | -           | -           | 65     | -?     |
| 1970-1971         | Modena            | B                 | 22         | -20        | CI              | 0               | 0               | -                  | -                  | -                  | -           | -           | -           | 22     | -20    |
| 1971-1972         | Modena            | B                 | 28         | -30        | CI              | 3               | -3              | -                  | -                  | -                  | -           | -           | -           | 31     | -33    |
| Totale Modena     | Totale Modena     | Totale Modena     | 50         | -50        |                 | 3               | -3              |                    | -                  | -                  |             | -           | -           | 53     | -53    |
| 1972-1973         | Arezzo            | B                 | 32         | -23        | CI              | 4               | -4              | -                  | -                  | -                  | -           | -           | -           | 36     | -27    |
| 1973-1974         | Roma              | A                 | 19         | -17        | CI              | 0               | 0               | -                  | -                  | -                  | -           | -           | -           | 19     | -17    |
| 1974-1975         | Roma              | A                 | 30         | -15        | CI              | 5               | -5              | -                  | -                  | -                  | -           | -           | -           | 35     | -20    |
| 1975-1976         | Roma              | A                 | 25         | -24        | CI              | 4               | -7              | CU                 | 6                  | -4                 | -           | -           | -           | 35     | -35    |
| 1976-1977         | Roma              | A                 | 29         | -30        | CI              | 4               | -3              | -                  | -                  | -                  | -           | -           | -           | 33     | -33    |
| 1977-1978         | Roma              | A                 | 30         | -34        | CI              | 4               | -5              | -                  | -                  | -                  | CE          | 0           | 0           | 34     | -39    |
| 1978-1979         | Roma              | A                 | 30         | -32        | CI              | 4               | -7              | -                  | -                  | -                  | -           | -           | -           | 34     | -39    |
| 1979-1980         | Roma              | A                 | 12         | -19        | CI              | 4               | -3              | -                  | -                  | -                  | -           | -           | -           | 16     | -22    |
| Totale Roma       | Totale Roma       | Totale Roma       | 175        | -171       |                 | 25              | -30             |                    | 6                  | -4                 |             | 0           | 0           | 206    | -205   |
| 1980-1981         | Verona            | B                 | 31         | -21        | CI              | 0               | 0               | -                  | -                  | -                  | -           | -           | -           | 31     | -21    |
| 1981-1982         | Sampdoria         | B                 | 23         | -17        | CI              | 6               | -3              | -                  | -                  | -                  | -           | -           | -           | 29     | -20    |
| 1982-1983         | Sampdoria         | A                 | 16         | -12        | CI              | 0               | 0               | -                  | -                  | -                  | -           | -           | -           | 16     | -12    |
| Totale Sampdoria  | Totale Sampdoria  | Totale Sampdoria  | 39         | -29        |                 | 6               | -3              |                    | -                  | -                  |             | -           | -           | 45     | -32    |
| 1983-1984         | Bari              | C1                | 34         | -24        | CI + CI-C       | 11+1            | -12 + 0         |                    | -                  | -                  | -           | -           | -           | 46     | -36    |
| 1984-1985         | Fiorentina        | A                 | 0          | 0          | CI              | 0               | 0               | CU                 | 0                  | 0                  | -           | -           | -           | 0      | 0      |
| 1985-1986         | Fiorentina        | A                 | 2          | -1         | CI              | 4               | -6              | -                  | -                  | -                  | -           | -           | -           | 6      | -7     |
| 1986-1987         | Fiorentina        | A                 | 0          | 0          | CI              | 0               | 0               | -                  | -                  | -                  | -           | -           | -           | 0      | 0      |
| 1987-1988         | Fiorentina        | A                 | 0          | 0          | CI              | 0               | 0               | -                  | -                  | -                  | -           | -           | -           | 0      | 0      |
| Totale Fiorentina | Totale Fiorentina | Totale Fiorentina | 2          | -1         |                 | 4               | -6              |                    | 0                  | 0                  |             | -           | -           | 6      | -7     |

### Cronologia presenze e reti in nazionale
| Cronologia completa delle presenze e delle reti in nazionale ― Italia | Cronologia completa delle presenze e delle reti in nazionale ― Italia | Cronologia completa delle presenze e delle reti in nazionale ― Italia | Cronologia completa delle presenze e delle reti in nazionale ― Italia | Cronologia completa delle presenze e delle reti in nazionale ― Italia | Cronologia completa delle presenze e delle reti in nazionale ― Italia | Cronologia completa delle presenze e delle reti in nazionale ― Italia | Cronologia completa delle presenze e delle reti in nazionale ― Italia |
| Data                                                                  | Città                                                                 | In casa                                                               | Risultato                                                             | Ospiti                                                                | Competizione                                                          | Reti                                                                  | Note                                                                  |
| --------------------------------------------------------------------- | --------------------------------------------------------------------- | --------------------------------------------------------------------- | --------------------------------------------------------------------- | --------------------------------------------------------------------- | --------------------------------------------------------------------- | --------------------------------------------------------------------- | --------------------------------------------------------------------- |
| 21-12-1977                                                            | Liegi                                                                 | Belgio                                                                | 0 – 1                                                                 | Italia                                                                | Amichevole                                                            | -                                                                     |                                                                       |
| 25-1-1978                                                             | Madrid                                                                | Spagna                                                                | 2 – 1                                                                 | Italia                                                                | Amichevole                                                            | -1                                                                    | 46’                                                                   |
| 23-9-1978                                                             | Firenze                                                               | Italia                                                                | 1 – 0                                                                 | Turchia                                                               | Amichevole                                                            | -                                                                     |                                                                       |
| 21-12-1978                                                            | Roma                                                                  | Italia                                                                | 1 – 0                                                                 | Spagna                                                                | Amichevole                                                            | -                                                                     | 46’                                                                   |
| 24-2-1979                                                             | Milano                                                                | Italia                                                                | 3 – 0                                                                 | Paesi Bassi                                                           | Amichevole                                                            | -                                                                     | 46’                                                                   |
| 13-6-1979                                                             | Zagabria                                                              | Jugoslavia                                                            | 4 – 1                                                                 | Italia                                                                | Amichevole                                                            | -4                                                                    |                                                                       |
| 26-9-1979                                                             | Firenze                                                               | Italia                                                                | 1 – 0                                                                 | Svezia                                                                | Amichevole                                                            | -                                                                     | 46’                                                                   |
| Totale                                                                |                                                                       | Presenze                                                              | 7                                                                     |                                                                       | Reti                                                                  | -5                                                                    |                                                                       |

| Cronologia completa delle presenze e delle reti in nazionale ― Italia under 21 | Cronologia completa delle presenze e delle reti in nazionale ― Italia under 21 | Cronologia completa delle presenze e delle reti in nazionale ― Italia under 21 | Cronologia completa delle presenze e delle reti in nazionale ― Italia under 21 | Cronologia completa delle presenze e delle reti in nazionale ― Italia under 21 | Cronologia completa delle presenze e delle reti in nazionale ― Italia under 21 | Cronologia completa delle presenze e delle reti in nazionale ― Italia under 21 | Cronologia completa delle presenze e delle reti in nazionale ― Italia under 21 |
| Data                                                                           | Città                                                                          | In casa                                                                        | Risultato                                                                      | Ospiti                                                                         | Competizione                                                                   | Reti                                                                           | Note                                                                           |
| ------------------------------------------------------------------------------ | ------------------------------------------------------------------------------ | ------------------------------------------------------------------------------ | ------------------------------------------------------------------------------ | ------------------------------------------------------------------------------ | ------------------------------------------------------------------------------ | ------------------------------------------------------------------------------ | ------------------------------------------------------------------------------ |
| 22-9-1976                                                                      | Fiume                                                                          | Jugoslavia under 21                                                            | 5 – 0                                                                          | Italia under 21                                                                | Amichevole                                                                     | -                                                                              |                                                                                |
| Totale                                                                         |                                                                                | Presenze                                                                       | 1                                                                              |                                                                                | Reti                                                                           | -5                                                                             |                                                                                |

## Palmarès

### Club
- Coppa Italia: 1

Roma: 1979-1980
- Campionato italiano Serie C1: 1

Bari: 1983-1984 (girone B)